# لي سميث
لي سميث (بالإنجليزية: Lee Smith)‏ هو محرر أفلام أسترالي يعمل في مجال صناعة الأفلام منذ 1980، رُشِّح سميث لجائزة الأوسكار لأفضل مونتاج نظرًا لعمله في فيلم الربان والقائد: الجانب البعيد عن الوطن في سنة 2004 وأيضًا لفيلم فارس الظلام في سنة 2008، كما رشح أيضًا لجائزة بافتا لفارس الظلام وبداية.

## روابط خارجية
- لي سميث على موقع IMDb (الإنجليزية)
- لي سميث على موقع ألو سيني (الفرنسية)
- لي سميث على موقع أول موفي (الإنجليزية)
- لي سميث على موقع قاعدة بيانات الفيلم (الإنجليزية)
- لي سميث على موقع كينوبويسك (الروسية)